# Lenguas purí
Las lenguas purí son un grupo de lenguas indígenas de Brasil extintas durante el siglo XX. Actualmente se considera que forman una subfamilia de la macrofamilia Macro-Yê.

## Clasificación
Las lenguas Maxakalí inicialmente fueron consideradas una parte de las lenguas yê, y no fue hasta 1931 que Č. Loukotka apreció que constituían un grupo diferenciado del resto de lenguas yê aunque con una posible relación. Alfred Métraux y Curt Nimuendaju consideraron a las lenguas maxkalí como lenguas cuasi-aisladas. Sin embargo, el trabajo de John Alden Mason sugiere que si bien las lenguas maxkalí no forman parte de la familia yê propiamente dicha, era posible rastrear un parentesco probable entre ambas subfamilias y otros grupos, por lo que propuso que esas dos familias y otras más conformaban la macrofamilia Macro-Yê. El trabajo comparativo posterior, en particular el de Aryon Dall’Igna Rodrigues confirma esa hipótesis y ofrece cierta evidencia en favor de la hipótesis.

### Lenguas de la familia
Las lenguas puríes son las siguientes:
1. Purí (†, Espírito Santo, Rio de Janeiro, NE São Paulo, SE Minas Gerais)
2. Coroado (Colorado) (†, Espírito Santo)
3. Koropó (Coropó, Coropa) (†, Espírito Santo)

Algunos autores consideran que el purí y el coroado son variantes de la misma lengua. Todas las variantes anteriores son lenguas muertas.

## Comparación léxica
La siguiente lista muestra una comparación de vocabulario básico de las lenguas puríes junto con la reconstrucción del proto-purí para esos términos:
| Número | GLOSA            | PROTO-PURÍ   | Purí             | Coroado         | Koropó        |
| ------ | ---------------- | ------------ | ---------------- | --------------- | ------------- |
| 1      | agua             | *yaman       | yaman            | yaman           |               |
| 2      | tú               | *gá          |                  | gá              | gá            |
| 3      | tapir            | *painan      | penán            | painá           |               |
| 4      | aquí             | *kará        |                  | kará            | kra           |
| 5      | árbol            | *mpó         | mpo              | ãmpo            |               |
| 6      | beber            | *mpa         | mpa              | pa              |               |
| 7      | boca             | *čore        | čore             | čore            | šore, čore    |
| 8      | cabello          | *ké          | ke               | gué             | iče, ke       |
| 9      | cabeza           | *kwe         | kwe              | ke              |               |
| 10     | comer            | *maše        | paše             | maše            | makšina, maše |
| 11     | dedo             | *šapere      | šabrera          | šapere          |               |
| 12     | día              | *opé         | opé              | ope             |               |
| 13     | diente           | *če          | uče              | če              |               |
| 14     | estrella         | *yuri        | šuri             | yuri            | dzuri, yuri   |
| 15     | flecha           | *apon        | apon             | apon            |               |
| 16     | fuego            | *poté        | poté             | poté            |               |
| 17     | gato             | *šapé        |                  | šapi            | šapé          |
| 18     | hermano          | *čatay       | šatã             | čatay           | šatay, čatay  |
| 19     | hija             | *šampe       | šampe-mpayma     | šãpe            | boema         |
| 20     | hoja             | *čope        | dzoplé           | čope            | čupe          |
| 21     | hombre           | *kwayman     | kuayma, hakorema | kwayman         | kwayman       |
| 22     | luna             | *petara      | petara           | petara          |               |
| 23     | madre            | *ayan        | ayan             | ayan            | ayan          |
| 24     | maíz             | *makπ        | makπ             | makπ            |               |
| 25     | mano             | *šapore      | kore, šapeprera  | šapore, kokor¤e |               |
| 26     | monte            | *pré         | pré              | pre             | pré           |
| 27     | montaña          | *pré-heroyma | pré deka         | pré-heroyma     | pré-heroyma   |
| 28     | mucho            | *purika      | prika            | purika          |               |
| 29     | mujer            | *poyman      | mpayma           | poyman          | boeman        |
| 30     | nariz            | *ni          | ni               | yẽ              |               |
| 31     | niño             | *šapoma      |                  | šapona          | šapoma        |
| 32     | noche            | *miriponan   | miriponan        | maripoyan       | merĩdan       |
| 33     | ojo              | *merĩ        | miri             | merĩ            | šwarĩ         |
| 34     | oreja            | *pepéna      | bipina           | pepéna          |               |
| 35     | padre            | *are         | are              | uaré            |               |
| 36     | pájaro           | *šipu        | šipu             | šapu            |               |
| 37     | pie              | *čapere      | šaprera          | čapere          | čamprĩ        |
| 38     | pluma            | *pé          | šipupé           | pe              |               |
| 39     | cerdo            | *šorã        | sotanšira        | šorã            |               |
| 40     | río              | *rorá        | mñama róra       | yamã rora       | kwã           |
| 41     | sol              | *opé         | opé              | ope             |               |
| 42     | tarde            | *tušahi      | tošora, tušahi   | šare            |               |
| 43     | tierra           | *oše         | guašé, ušó       | oše             |               |
| 44     | tronco           | *pranü       | pon-réna         | põ pranü        |               |
| 45     | viento           | *džota       | džota            | nan dota        | narã dzota    |
| 46     | vientre, barriga | *tikĩ        | tikĩ             | tekĩ            | ičĩ           |
| 47     | hierba, planta   | *šapuko      | šapúko, spangué  | šapuko          | šapuka        |